# Алаванос, Алекос
Александрос (Алекос) Алаванос (греч. Αλέκος Αλαβάνος; род. 22 мая 1950 года, Афины) — греческий экономист и левый политический деятель, бывший депутат парламента Греции и Европейского парламента. С 2004 по 2008 он был председателем Синаспизмос (Коалиции левых и экологических движений), а затем возглавлял парламентскую фракцию Коалиции радикальных левых (СИРИЗА), ядром которой был Синаспизмос.

## Биография
Родился 22 мая 1950 года в преуспевающей семье венецианского происхождения. С юности был политически активным, во время военной диктатуры чёрных полковников (1967—1974 годы) Алаванос принимал участие в леворадикальном студенческом движении против режима; в результате он был репрессирован и отправлен на короткое время в военную тюрьму.
Впервые был избран в Европейский парламент в 1981 году как кандидат Коммунистической партии Греции. В 1989, 1994 и 1999 годах избирался по спискам Синаспизмос.
На парламентских выборах 2004 года был избран от Афин. Будучи сторонником тесного сотрудничества с троцкистскими, маоистскими и другими леворадикальными группами, положил конец кризису Коалиции радикальных левых — широкой коалиции вокруг Синаспизмос, — когда был избран новым председателем партии вместо Никоса Констатопулоса на IV съезде Синаспизмос 12 декабря 2004 года. Алекос Алаванос также способствовал политической карьере представителя нового поколения греческих политиков, 30-летнего Алексиса Ципраса, рекомендовав его в качестве кандидата в мэры Афин.
Под его руководством СИРИЗА удвоила своё представительство в греческом парламенте в результате выборов 2007 года, а сам Алаванос был избран депутатом от Ираклиона на острове Крит.
После того, как 27 ноября 2007 года Алаванос объявил, что из-за проблем со здоровьем не будет выдвигаться председателем Синаспизмос на очередной срок, на его место на V съезде партии 10 февраля 2008 года был избран Алексис Ципрас. Алаванос возглавил парламентскую фракцию СИРИЗА, а Ципрас остался в муниципалитете Афин.
В феврале 2011 года он покинул Синаспизмос и с рядом других членов Коалиции радикальных левых основал Фронт солидарности и свержения. Такие составляющие СИРИЗА, как Коммунистическая организация Греции (КОЕ), Интернационалистская рабочая левая (ДЕА), Антикапиталистическая политическая организация (АПО) и Движение за единство действий левых (КЕДА), вначале присоединились к фронту, но покинули его в 2012 году.
В 2013 году Алаванос, готовясь к выборам в Европейский парламент в 2014 году, основал новую антикапиталистическую политическую партию — «План Б», платформа которой была сосредоточена на выходе Греции из еврозоны и возвращении национальной валюты — драхмы.